# Thomas E. Rowan

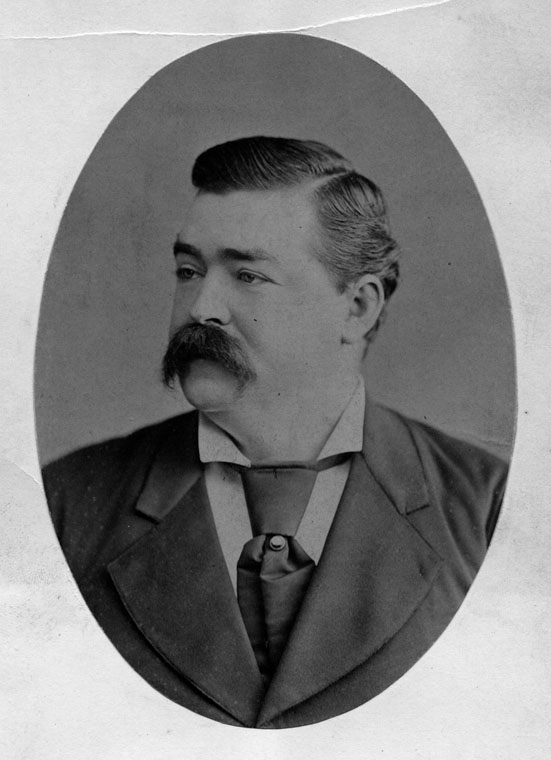
Thomas E. Rowan

Thomas E. Rowan (* 1842; † 1901) war ein US-amerikanischer Politiker. Zwischen 1892 und 1894 war er Bürgermeister der Stadt Los Angeles in Kalifornien.

## Werdegang
Die Quellenlage über Thomas Rowan ist sehr schlecht. Er lebte zumindest zeitweise in Los Angeles. Über seine Jugend und Schulausbildung ist nichts überliefert. Im Jahr 1856 eröffnete er zusammen mit seinem Vater eine Bäckerei. Später wurde er im Bankgewerbe tätig. Politisch schloss er sich der Demokratischen Partei an. Zwischenzeitlich war er Stadtkämmerer für Los Angeles. Das gleiche Amt übte er auch im Los Angeles County aus. Im Jahr 1892 wurde er zum Bürgermeister von Los Angeles gewählt. Dieses Amt bekleidete er zwischen dem 12. Dezember 1892 und dem 12. Dezember 1894. Nach dem Zusammenbruch zweier Banken war er an der Sammlung für Gelder für ein Beschäftigungsprogramm der geschädigten Arbeitnehmer beteiligt. Die Quelle lässt aber offen, ob das vor oder während seiner Zeit als Bürgermeister war. Während seiner Zeit als Bürgermeister wurde eine elektrische Straßenbahn bzw. Eisenbahn gegründet (Pasadena-Los Angeles electric Railroad). Damals kam es auch zu einem Eisenbahnerstreik, der durch das Eingreifen der Staatsregierung beendet wurde. Thomas Rowan starb im Jahr 1901.